# باتريك موليكين
باتريك موليكين (بالألمانية: Patrick Mölleken)‏ هو ممثل ألماني، ولد في 27 سبتمبر 1993 في ألمانيا.

## وصلات خارجية
- باتريك موليكين على موقع IMDb (الإنجليزية)
- باتريك موليكين على موقع قاعدة بيانات الأفلام العربية
- باتريك موليكين على موقع ألو سيني (الفرنسية)
- باتريك موليكين على موقع ميوزك برينز (الإنجليزية)
- باتريك موليكين على موقع قاعدة بيانات الفيلم (الإنجليزية)
- باتريك موليكين على موقع كينوبويسك (الروسية)